# Студенческий меридиан
«Студе́нческий меридиа́н» — советский и российский общественно-политический и литературно-художественный журнал для молодёжи, выходивший с 1974 года по 2013 год.
После распада СССР журнал стал считать датой своего основания май 1924 года когда начал выходить журнал «Красная молодёжь» (1924—1925), затем сменивший ещё два названия: «Красное студенчество» (1925—1935), «Советское студенчество» (1936—1941, 1946—1947). Это издание было прекращено в апреле 1947 года. Спустя 20 лет, с 1967 года стал выходить альманах «Студенческий меридиан», всего было выпущено девять выпусков. С 1974 года альманах был преобразован в ежемесячный журнал.
Тираж «Студенческого меридиана» (на конец 2009 года) составлял 12 тыс. экземпляров. С 1988 года журнал возглавляли Юрий Алексеевич Ростовцев и И. П. Репина.

## История журнала

### 1924—1925
Журнал «Красная молодёжь», первый всесоюзный орган ЦК ВЛКСМ, предназначенный для студенчества, начал выходить в Москве в мае 1924 года под руководством В. М. Молотова. Изданию было рекомендовано искать «своё неповторимое лицо» и не перепечатывать материалов из других газет и журналов. Статьи о высшей школе занимали пятую часть номера, остальная площадь отводилась под партийные сообщения и советы пропагандисту-агитатору. В числе постоянных рубрик были — «Передовая» и «Оборонный отдел».
Уже спустя год, однако, и название и руководство журнала изменились:

Ни первого, ни второго, ни последующих номеров того года никто из ныне живущих современников не держал в руках. Ни один архив или книгохранилище этими номерами 1924-го, по нашим данным, не располагает. Известно только, что они были изъяты то ли за правый уклон то ли за левый. Что уж там конкретно наш первый ответственный редактор, большевик с дореволюционным стажем Вячеслав Михайлович Молотов и его команда напечатали, нам неведомо. Однако пришлось ЦК ВКП(б) обратить внимание на журнал. А товарищ Сталин лично почтил редакцию своим вниманием, провел заседание редакционного совета «Красного студенчества» и заодно просветил коллектив в политграмоте и остроте момента, о чем имеется соответствующая стенограмма в его ПСС. — Ю. А. Ростовцев, главный редактор журнала. 2002 год.

В первом (январском) номере журнала за 1925 год был опубликован отчёт о встрече И. В. Сталина с редколлегией журнала. Генеральный секретарь ЦК РКП(б) в качестве основной задачи выдвинул: привлечение пролетарского беспартийного студенчества к работе Советской власти и коммунистической партии.

Работа в ВУЗах, органах Наркомпроса и пр., конечно, имеет ещё ряд недостатков. Студенчество, лучше, чем кто-либо другой, знающее эти недостатки, должно их систематически вскрывать, критиковать, указывать на них, чтобы мы могли общими усилиями улучшать нашу работу… Студенчество должно почувствовать, что это его родной журнал, помогающий ему работать и развиваться

При этом Сталин потребовал от редакции не перегружать журнал перепечатыванием директив съездов и партийных решений, сконцентрировавшись на студенческой тематике:

В политических отделах журнала необходимо освещать лишь основные вопросы работы партии и Советской власти. Незачем здесь дублировать другие журналы. Каждый печатный орган в нашем Союзе должен иметь своё определённое место в общей работе. Большое развитие должны получить отделы: «Студенческая жизнь», «Литературный», «Наука и техника», — именно те отделы, где студенчество само может активно участвовать и проявлять себя. В отделе «Реформа Высшей школы» также необходимо наряду с преподавателями и профессурой привлекать студенчество к разработке отдельных вопросов. Осуществляя лозунг — «Ближе к студенчеству» — журнал лучше выполнит свою задачу и действительно станет родным органом советского студенчества

### 1925—1947
В 1925 году журнал возглавила Н. К. Крупская. Будучи педагогом, она вплотную занялась вопросами студенчества и опубликовала здесь значительное число педагогических статей. Примерно в эти годы в журнале работал Александр Родченко, который привлекал к сотрудничеству самого Маяковского.

Впрочем, все знаменитости тех лет от Нобелевского лауреата, физиолога Ивана Павлова до будущего академика-физика Льва Ландау, а также все известные и не очень известные поэты и прозаики 30-х годов считали за честь вести диалог с учащейся молодёжью на страницах популярного издания. — Ю. А. Ростовцев

Структура, тематика и сам тип издания непрерывно менялись. В предвоенные годы — уже под названием «Советская молодёжь» (с 1936 года) — журнал выходил средним тиражом 15 тыс. экз. и объёмом 50—100 страниц. В 1941 году вышло только шесть номеров журнала, в связи с войной издание было прекращено почти на 5 лет. Журнал возобновился с апреля 1946 года, но почти сразу же на волне борьбы с вредительством и упадничеством, — параллельно с «ленинградским» делом, — вся его редакция во главе с Б. Четвериковым оказалась репрессированной, и просуществовав в возобновлённом виде всего год, после выхода четвёртого номера за апрель 1947 г. журнал «Советское студенчество» был закрыт.

### 1967—1988
В декабре 1967 года вышел специальный («пилотный») выпуск нового издания «Студенческий меридиан», редколлегия которого (под руководством Валерия Евсеева, впоследствии — главного редактора газеты «Вечерняя Москва») обратилась к читателям с предложением самостоятельно сформировать облик будущего издания. Было решено выпускать «Студенческий меридиан» в виде альманаха. Первый его выпуск появился через год, в 1968 году, стотысячным тиражом. В содержательном отношении альманах был уже студенческим: он рассказывал о жизни вузов (в основном, правда, столичных), сообщал о международной студенческой жизни (раздел «Студент в мире»), вступал с читателем в творческий контакт: так, в рубрике «Проблема ищет Архимеда» читателям предлагалось решать задачи, связанные с изобретательством и совершенствованием технологических методов той или иной промышленной отрасли. Внешний вид и верстка издания постоянно менялись.
В 1974 году снова было принято решение о кардинальной смене типа издания. «Студенческий меридиан», сохранив название, перестал быть альманахом и стал развиваться как литературно-художественный, общественно-политический и научно-популярный журнал, формирующий свою политику в тесном контакте с читателем. Тираж «Ст. М» начал расти: в 1974 году он составил 220 тысяч, в 1979—315, в 1984—550 тысяч экземпляров. Приоритетными задачами стали расширение кругозора читателя, развитие человеческой личности, вопросы самопознания (рубрики «Переписка с психологом», «Азбука для двоих». Руководили журналом в эти годы В. И. Токмань (1974—1976), В. П. Грошев (1976—1977), М. В. Никорук (1977—1978) и В. Д. Попов (1978—1987). При последнем в журнале появился новый сотрудник: М. М. Жванецкий. Тогда же «Ст. М.» взял под своё крыло студенческую самодеятельность и СТЭМы — студенческие театры эстрадных миниатюр.
В 1979—1982 гг. отдел литературы и искусства журнала, который в то время возглавляла Э. Е. Матонина, несколько раз проводил мини-фестивали советских рок-исполнителей. Концерты проходили в здании журнального комплекса издательства «Молодая гвардия» на Новодмитровской улице, и пользовались огромным успехом. Выступали такие группы как «Аквариум», «Земляне», «Последний шанс», и такие исполнители, как Александр Градский, Тамара Гвердцители и многие другие. Особой популярностью в это время пользовалась рубрика журнала «Дискотека», в которой рассказывалось о новостях популярной западной и советской музыки.

### 1988—1991
В 1988 году «Ст. М» возглавил Ю. А. Ростовцев: с его приходом журнал вновь изменил вид и вёрстку, перешёл на формат А5 и стал полноцветным. В очередной раз изменилась содержательная часть журнала: с одной стороны, он стал в большей степени молодёжным изданием, в меньшей — специализированным; с другой — сделал акцент на творческое сотрудничество с читателем и элементы самообразования (рубрики «Без переводчика», «Учимся говорить публично», «Практикум делового человека»). В нём появился раздел «Орбита» и расширился блок, посвящённый звёздам поп- и рок-музыки. Феноменальную популярность приобрели публикации с продолжением: «Мальчик, который умел летать…» Виктора Клименко и Игоря Акимова, а также курс «лечобы» «Болит? Помоги себе сам» Акимова, выступившего под псевдонимом-анаграммой «проф. Мак-Иов Риго».
К этому времени в журнале регулярно печатались статьи-размышления А. Ф. Лосева (позже они легли в основу его книги «Дерзание духа», составителем которой выступил Ю. Ростовцев), произведения В. П. Астафьева («Пастух и пастушка»), исторические миниатюры В. Пикуля, повести М. Анчарова («Дорога через хаос», «Страстной бульвар», «Козу продам»). С журналом сотрудничали В. И. Белов, Ю. В. Бондарев, Е. А. Исаев, Ю. П. Кузнецов, Д. С. Лихачёв, В. Г. Распутин, В. В. Чикин.
В числе фотокорреспондентов и фотохудожников, сотрудничавших с журналом — Е. А. Халдей, А. Заболоцкий, В. Корешков, В. Арутюнов, В. Луцкус, В. Бутырин, Г. Талас, А. Черных. Портретная галерея «Ст. М.» выдающихся деятелей культуры — А. Ф. Лосева, Д. С. Лихачева, Д.Кугульдинова, В. П. Астафьева, В. И. Белова, Э. Г. Межелайтиса — была создана в середине 1980-х годов творческими усилиями студентов Суриковского института, ныне известными художниками Ю. Вороновым и Д. Санджиевым.
С середины 1980-х годов в журнале активно печатался будущий основатель и главный редактор первого русского журнала для мужчин «Андрей» Алексей Вейцлер - он снимал фотографии и писал тесты. Являлся автором ряда оригинальных обложек. Огромный успех у читателей имели, сделанное им под псевдонимом "Степан Воркот", первое большое интервью группы «Браво» с авторскими репортажными и постановочными фотопортретами модных героев рока, репортажи из Лондона изданные в двух номерах, а эксклюзивное интервью и фото-сессия с артистом Арнольдом Шварценеггером  в 1988 году рекордно увеличили количество подписчиков «Ст. М» и принесли Алексею Вейцлеру звание «Лучшего Журналиста Года».
В 1989 году тираж журнала поднялся до рекордного уровня 1 100 000 экз.
Оформлением журнала занимались в начале 1980-х годов А. Сперанский (позже ушедший в «Собеседник») и Александр Архутик (с 1987 года по настоящее время). Последний, непрерывно экспериментируя в своём, индивидуальном ключе, создал в течение следующих двадцати лет несколько десятков журнальных макетов.

### «Студенческий меридиан» в XXI веке
В последние годы своего существования журнал распространялся по подписке, часть его тиража бесплатно направлялась в столичные вузы. Журнал поддерживал тесный контакт с московским Департаментом по делам молодёжной и семейной политики, принимая участие в освещении и работе социальных программ.
Популярностью у читательниц пользовался проект «Девушка с обложки», проводящийся журналом вместе с несколькими модельными агентствами. В течение последних лет на обложке журнала публиковались (за небольшим исключением) фотографии лишь студенток российских вузов.
Концепция издания в последние годы претерпела изменения: на обложке под логотипом стало написано: Журнал для честолюбцев.

…Да, сегодня он в первую очередь обращён к тем, кто стремится к серьёзному жизненному делу и успеху в нём; для тех, кто хочет добиться большего. В то же время мы стремимся помочь нашему читателю не забывать в себе того парня или ту девушку, которые только-только переступили порог выбранного ими храма науки, только начавших свои жизненные университеты. Были чистыми и наивными, целеустремленными и дерзновенными… — Ю. А. Ростовцев

Издание журнала прекращено в 2013 году.

## Тиражи
Тиражи указаны по данным Летописей периодических и продолжающихся изданий Всесоюзной книжной палаты.
- 1981: 527 000 — 533 000 экз.[9]
- 1982: 560 000 — 580 000 экз.[9]
- 1983: 570 000 экз.[9]
- 1984: 540 000 — 580 000 экз.[9]
- 1985: 560 000 экз.[9]
- 1986: 700 000 экз.[10]
- 1987: 700 000 — 720 000 экз.[10]
- 1988: 810 000 — 826 000 экз.[10]
- 1989: 1 050 000 — 1 150 000 экз.[10]
- 1990: 1 125 000 — 1 180 000 экз.[10]
- 2009: 12 000 экз.

## Интересные факты
- В редакционном архиве хранится сертификат «Книги рекордов», подтверждающий, что редакция обладает уникальной коллекцией из 36 тысяч поцелуев, присланных в «Ст. М.» поклонницами журнала.
- В конце 1980-х годов журнал представил публике двух студенток, одна из которых в настоящем — известный московский модельер Виктория Андрианова, другая — актриса Екатерина Стриженова.
- Журнал поддержал культурно-историческое движение «Энциклопедия русских деревень», созданной президентом академии ВАСХНИЛ А. А. Никоновым и поэтом Григорием Калюжным. Результатом деятельности движения стали десятки книг издательства «Энциклопедия сёл и деревень».
- Появление книги «Дерзание духа», по свидетельству А. А. Тахо-Годи, стало возможным благодаря главному редактору «Ст. М.» Ю. Ростовцеву, который «…пришёл в дом А. Ф. Лосева как будто задать несколько вопросов, а остался на долгие годы»[11]. Именно Ростовцев вёл беседы с Лосевым, заснятые режиссёром В. Косаковским для документального фильма «Лосев», получившего медаль «Серебряный кентавр» на Международном фестивале документальных фильмов.
- В июле-августе 1991 года был спецвыпуск журнала, объёмом 100 страниц, полностью посвященный группе The Beatles:

"Приведённые в статьях даты, события, факты почерпнуты из сорока с лишним английских и американских книг, тысяч газетных и журнальных публикаций.
… Пожалуй, только у нас, в этом номере, вы сможете всласть насмотреться на своих кумиров. Изобразительный ряд захватывает самые разные периоды их жизни. Очень жаль, что далеко не все фотоснимки, слайды мы смогли использовать.
— Ирина Репина
Это был не единственный спецвыпуск журнала — так, в 1992 году один из номеров был полностью посвящён рок-музыке («Рок-альбом»), другой представлял собой руководство по хиромантии и картины Поля Дельво.